# Guitar Hero On Tour: Modern Hits
Guitar Hero On Tour: Modern Hits és un videojoc musical desenvolupat per Vicarious Visions i publicat per RedOctane i Activision, que pertany a la saga Guitar Hero, concretament és la seqüela dels Guitar Hero: On Tour i Guitar Hero On Tour: Decades, i com aquests, només està disponible per a la consola portàtil Nintendo DS. El seu llançament es va produir el 9 de juny de 2009.
El videojoc conté les mateixes característiques que les seves preqüeles, és a dir, utilitza un controlador en forma de guant que va adaptat a la consola ("Guitar Grip") que conté quatre botons de trast i un plectre que s'utilitza per marcar les notes. La principal novetat recau en la nova banda sonora formada per 23 encara que són diferents segons la zona.

## Jugabilitat
El Guitar Hero On Tour: Modern Hits fou anunciat el 5 de març de 2009. Tal com reflecteix el seu títol, el videojoc incorpora cançons publicades en els darrers cinc anys. No incorpora grans canvis respecte a les versions anteriors, però els desenvolupadors de Vicarious Visions van indicar que van millorar el sistema de detecció tàctil de la bateria en la DS. Tanmateix, la interfície fou revisada respectes els dos títol anteriors de la sèrie On Tour per tal de modernitzar la imatge. Una altra nova funcionalitat és la inclusió d'un nou mode carrera individual, titulat "Fan Requests" que no segueix una progressió linear.
La jugabilitat del videojoc segueix invariable respecte al Guitar Hero: On Tour i Guitar Hero On Tour: Modern Hits, que consisteix a aconseguir el màxim nombre de punts tocant correctament les notes de la guitarra de les cançons. Per tocar les notes s'utilitzen dos controladors especials: el "Guitar Grip", un guant adaptat a la consola que incorpora quatre botons de trast per tocar la nota correcta i una pua per "rascar" les cordes que apareixen en l'altra pantalla que és tàctil. Mitjançant les funcionalitats de la xarxa local Wi-Fi que incorpora la consola, es pot jugar amb un altre jugador.

## Banda sonora
La banda sonora del videojoc està format per un total de 28 gravacions originals de cançons publicades després de l'any 2000, tal com indica el seu títol de Modern Hits (en anglès, èxits moderns). Com en els anteriors títols per la DS, la banda sonora és diferent segons el lloc de venda del videojoc: Amèrica del Nord, el Regne Unit i Europa.
| 2006 | "'54, '74, '90, 2010"                   | Sportfreunde Stiller    |                             | 3. Laser show               |                     |      |                               |              |           |         |                  |
| 2008 | "Adrenaline"                            | 12 Stones               | 4. Casino Vicarious         |                             |                     |      |                               |              |           |         |                  |
| 2002 | "All My Life"                           | Foo Fighters            | 5. Shangai                  | 5. Shangai                  | 4. Casino Vicarious |      |                               |              |           |         |                  |
| 2007 | "Always Where I Need to Be"             | The Kooks               | 5. Shangai                  | 4. Casino Vicarious (Extra) | 4. Casino Vicarious |      |                               |              |           |         |                  |
| 2003 | "The Bitter End"                        | Placebo                 |                             | 4. Casino Vicarious         | 2. County Fair      |      |                               |              |           |         |                  |
| 2000 | "Bohemian Like You"                     | The Dandy Warhols       |                             | 1. Rusty Rocco's (Extra)    | 1. Rusty Rocco's    |      |                               |              |           |         |                  |
| 2007 | "Call to Arms"                          | Angels and Airwaves     | 2. County Fair (Extra)      |                             | 3. Laser show       |      |                               |              |           |         |                  |
| 2006 | "Chelsea Dagger"                        | The Fratellis           | 2. County Fair              | 2. County Fair (Extra)      | 1                   |      |                               |              |           |         |                  |
| 2007 | "Dashboard"                             | Modest Mouse            | 2. County Fair              |                             |                     |      |                               |              |           |         |                  |
| 2006 | "Dimension"                             | Wolfmother              | 1. Rusty Rocco's            | 1. Rusty Rocco's            | 1. Rusty Rocco's    |      |                               |              |           |         |                  |
| 2008 | "Do the Panic"                          | Phantom Planet          | 2. County Fair              |                             | 3. Laser show       |      |                               |              |           |         |                  |
| 2008 | "Everybody Get Dangerous"               | Weezer                  | 4. Casino Vicarious         | 5. Shangai                  | 5. Shangai          |      |                               |              |           |         |                  |
| 2005 | "The Fallen"                            | Franz Ferdinand         | 3. Laser show               | 3. Laser show               | 1                   |      |                               |              |           |         |                  |
| 2008 | "Falling Down"                          | Atreyu                  | 4. Casino Vicarious (Extra) |                             | 5. Shangai          |      |                               |              |           |         |                  |
| 2007 | "Golden Skans"                          | Klaxons                 |                             | 1. Rusty Rocco's            | 1. Rusty Rocco's    |      |                               |              |           |         |                  |
| 2008 | "Half-Truism"                           | The Offspring           | 3. Laser show               | 3. Laser show               | 4. Casino Vicarious |      |                               |              |           |         |                  |
| 2007 | "I Wanna Be Your Man"                   | Endeverafter            | 5. Shangai                  |                             |                     |      |                               |              |           |         |                  |
| 2003 | "In the Shadows"                        | The Rasmus              |                             | 2. County Fair              | 2. County Fair      |      |                               |              |           |         |                  |
| 2008 | "Lassoo"                                | Duke Spirit             | 2. County Fair              |                             | 3. Laser show       |      |                               |              |           |         |                  |
| 2005 | "Lights and Sounds"                     | Yellowcard              | 3. Laser show               |                             |                     |      |                               |              |           |         |                  |
| 2005 | "The Metal"                             | Tenacious D             | 4. Casino Vicarious         | 5. Shangai                  | 5. Shangai          |      |                               |              |           |         |                  |
| 2005 | "Miss Murder"                           | AFI                     | 3. Laser show               | 4. Casino Vicarious         | 5. Shangai          |      |                               |              |           |         |                  |
| 2006 | "Napoleon Says"                         | Phoenix                 |                             | 2. County Fair              |                     |      |                               |              |           |         |                  |
| 2007 | "On Call"                               | Kings of Leon           |                             | 1. Rusty Rocco's            | 1. Rusty Rocco's    |      |                               |              |           |         |                  |
| 2007 | "Our Velocity"                          | Maxïmo Park             |                             | 2. County Fair              | 3. Laser show       |      |                               |              |           |         |                  |
| 2007 | "Paralyzer"                             | Finger Eleven           | 5. Shangai                  |                             |                     |      |                               |              |           |         |                  |
| 2004 | "Que no"                                | Deluxe                  |                             | 1. Rusty Rocco's            |                     |      |                               |              |           |         |                  |
| 2003 | "Reptilia"                              | The Strokes             | 1. Rusty Rocco's            | 4. Casino Vicarious         | 4. Casino Vicarious |      |                               |              |           |         |                  |
| 2007 | "Ruby"                                  | Kaiser Chiefs           | 4. Casino Vicarious         | 5. Shangai                  | 5. Shangai          |      |                               |              |           |         |                  |
| 2008 | "Scream Aim Fire"                       | Bullet for My Valentine |                             | 5. Shangai (Extra)          | 5. Shangai          |      |                               |              |           |         |                  |
| 2008 | "Shockwave"                             | Black Tide              | 5. Shangai (Extra)          |                             |                     |      |                               |              |           |         |                  |
| 2002 | "Still Waiting"                         | Sum 41                  | 3. Laser show (Extra)       | 4. Casino Vicarious         | 4. Casino Vicarious |      |                               |              |           |         |                  |
| 2007 | "Sweet Sacrifice"                       | Evanescence             | 1. Rusty Rocco's            | 4. Casino Vicarious         | 2. County Fair      |      |                               |              |           |         |                  |
| 2006 | "This Ain't a Scene, It's an Arms Race" | Fall Out Boy            | 4. Casino Vicarious         | 5. Shangai                  | 3. Laser show       |      |                               |              |           |         |                  |
| 2005 | "Unconditional"                         | The Bravery             | 1. Rusty Rocco's            |                             |                     |      |                               |              |           |         |                  |
| 2008 | "Via Le Mani Dagli Occhi"               | Negramaro               |                             | 3. Laser show (Extra)       |                     |      |                               |              |           |         |                  |
| 2008 | "Violet Hill"                           | Coldplay                | 1. Rusty Rocco's            | 2. County Fair              | 2. County Fair      |      |                               |              |           |         |                  |
| 2007 | "What Do I Have to Do"                  | The Donnas              | 5. Shangai                  |                             |                     |      |                               |              |           |         |                  |
| 2007 | "When You're Gone"                      | Avril Lavigne           |                             | 1. Rusty Rocco's            | 1. Rusty Rocco's    |      |                               |              |           |         |                  |
| 2004 | "Where Are We Runnin'?"                 | Lenny Kravitz           | 1. Rusty Rocco's            | 3. Laser show               | 1. Rusty Rocco's    | 2006 | "Trought the fire and flames" | Dragon force | 5.Shangai | {{{2}}} | 1. Rusty Rocco's |

## Recepció
El Guitar Hero On Tour: Modern Hits fou ben rebut pels mitjans especialitzats però va passar força desapercebut comercialment. Es tracta del tercer títol de la saga de Guitar Hero per la consola Nintendo DS, i els tres videojocs s'han publicat en només un any, fet que provoca una sobresaturació en el mercat. En aquest període, Nintendo no ha evolucionat la consola, de manera que no s'han pogut desenvolupar funcionalitats importants per atraure més clients. La crítica va indicar que la banda sonora era sòlida i la reestructuració dels escenaris era interessant.